# Space Science Fiction Magazine
Space Science Fiction Magazine foi uma revista de ficção científica publicada nos Estados Unidos pela editora americana Republic Features Syndicate, Inc. como parte de um projeto que envolvia dois programas de rádio e outras revistas similares. A revista publicou histórias de vários autores conhecidos, como Arthur C. Clarke e Jack Vance, mas não foi bem-sucedida comercialmente. Apenas duas edições foram publicadas, ambas em 1957.

## Contexto histórico e publicação
A ficção científica era um dos principais gêneros das revistas pulp desde 1926, ano em que fora lançada a revista Amazing Stories. O crescimento continuaria nos anos seguintes, até entrar em declínio durante a Segunda Guerra Mundial. Somente no final da década de 1940 é que o gênero voltaria a ter um papel mais proeminente — destaque esse que atingiria seu ápice em 1957, quando duas dúzias de revistas do gênero tiveram ao menos uma edição publicada.
Dentre as revistas publicadas nesse período estava Galaxy Science Fiction, cujo modelo era tido como exemplo de sucesso: a revista associava-se a dois programas de rádio, intitulados Dimension X e X Minus One, e um meio ajudava na promoção do outro. Em 1956, Lyle Kenyon Engel, da editora Republic Features Syndicate, resolveu imitar tal modelo e produziu duas séries radiofônicas — American Agent, centrada em histórias de espionagem, e The Frightened, narrada por Boris Karloff — e quatro revistas — uma acompanhando American Agent, outra The Frightned, e, completando a linha, Private Investigator Detective Magazine e Space Science Fiction Magazine. A primeira edição de Private Investigator foi lançada ainda em 1956, antes do lançamento dos programas de rádio. As demais publicações teriam seu lançamento adiado para coincidir com as duas séries.
A primeira edição de Space teve a data da "Primavera de 1957", mas em seu expediente a revista se propunha a ser bimestral e creditava Kenyon Engel como editor, embora tal cargo tenha sido ocupado por Michael Avallone. A segunda edição teve a data de "Agosto de 1957" e acabou sendo a última, pois pouco depois de seu lançamento a editora acabaria encerrando suas atividades. As duas edições foram publicadas com 132 páginas cada, em formato digest e custando 35 cêntimos de dólar.

## Conteúdo
Na opinião do historiador Mike Ashley, muitas das histórias eram "restos" da Scott Meredith Literary Agency — histórias que já haviam sido rejeitadas por outras revistas. Apesar disso, a publicação conseguiu reunir histórias de autores razoavelmente conhecidos à época, como John Jakes, Mack Reynolds, Jack Vance e Raymond F. Jones. A revista também publicou Critical Mass, um dos quinze contos de Arthur C. Clarke situados no White Hart, um fictício pub cujas histórias seriam posteriormente reunidas no livro Tales from the White Hart. O conto já havia sido publicado originalmente em 1949 na revista britânica Lilliput, mas Clark revisou-lhe e reescreveu especialmente para a publicação americana. Ashley apontaria ainda que, embora a revista reunisse várias histórias de autores renomados, não possuía nada de valor histórico. Além de Critical Mass, destacar-se-ia The Devil Spins a Sun-Dream na opinião de Ashley. O conto narrava o dia quando um explorador terráqueo encontrou um fabulosa cidade em Marte, mas ao tropeçar em uma antiga armadilha, via-a ser destruída na sua frente. Quase todos os contos possuíam alguma ilustração de Bruce Minney os acompanhando, e as capas das duas edições foram produzidas por Tom Ryan. O conteúdo da revista se limitava exclusivamente aos contos e à anúncios publicitários sobre programas de rádio, incluindo American Agent e The Frightened.